# Shalane Flanagan
Shalane Flanagan (* 8. Juli 1981 in Boulder, Colorado) ist eine ehemalige US-amerikanische Langstreckenläuferin.

## Karriere
Shalane Flanagan ist 1,65 m groß und wiegt 51 kg. 2012 brachte sie ein Wettkampfgewicht von 48 kg auf die Waage. Sie wuchs in Marblehead (Massachusetts) auf, wo sie auch heute lebt. Seit Oktober 2005 ist sie mit Steve Edwards verheiratet. Ihre Eltern sind ehemalige Marathonläufer, ihre Mutter Cheryl Treworgy stellte 1971 mit 2:49:40 h sogar eine Weltbestzeit auf. Flanagan studierte an der University of North Carolina in Chapel Hill.
Die dreimalige NCAA-Meisterin (2002 und 2003 im Crosslauf; 2003 über 3000 Meter in der Halle) Flanagan qualifizierte sich 2004 als Dritte der US-Ausscheidungskämpfe für den 5000-Meter-Lauf der Olympischen Spiele in Athen, schied aber ebenso im Halbfinale aus wie ein Jahr später bei den Weltmeisterschaften in Helsinki. Verletzungsbedingt musste sie die Saison 2006 ausfallen lassen. Als Ursache der langwierigen Beschwerden stellte sich ein überzähliger Knochen im Fuß heraus.
Ihren Durchbruch hatte sie 2007. Zunächst wurde sie nationale Hallenmeisterin über 3000 Meter, dann wie schon 2005 US-Meisterin über 5000 Meter, stellte über 3000 und 5000 Meter die aktuellen Nordamerika-Rekorde auf und wurde Achte über 5000 Meter bei den Weltmeisterschaften in Osaka. 2008 startete sie erstmals über 10.000 Meter und verbesserte den Nordamerika-Rekord von Deena Kastor um fast 16 Sekunden auf 30:34,49 min.
Eine weitere Steigerung gelang ihr bei den Olympischen Spielen in Peking, für die sie sich als US-Meisterin qualifiziert hatte. Nur von der Äthiopierin Tirunesh Dibaba und der später wegen Doping-Betrugs disqualifizieren Türkin Elvan Abeylegesse geschlagen, wurde sie Dritte und verbesserte ihren eigenen Rekord auf 30:22,22 min. Im März 2017 wurde ihr wegen eines positiven Nachtests der Türkin nachträglich die Silbermedaille zugesprochen. Über 5000 Meter belegte sie den zehnten Platz.
2009 stellte sie in der Halle mit 14:47,62 min über 5000 Meter einen weiteren Nordamerikarekord auf, kam aber bei den Weltmeisterschaften in Berlin über 10.000 Meter lediglich auf den 14. Platz.
2010 wurde sie als Debütantin beim New York City Marathon Zweite mit einer Zeit von 2:28:39 h.
Die seit 2010 von Jerry Schumacher trainierte Flanagan startet auf Vereinsebene für Oregon TC Elite in Portland. Sie stand auch im Aufgebot der US-amerikanischen Mannschaft für die Olympischen Spiele 2012. In London legte sie die olympische Marathonstrecke in 2:25:51 h zurück. Damit rangierte sie an 10. Stelle des Endklassements.
2013 erreichte sie mit einer Zeit von 2:27,08 h den vierten Platz beim Boston-Marathon. 2014 wurde sie Siebte mit einer neuen persönlichen Bestleistung von 2:22:02 h.
Am 5. November 2017 gewann sie, als erste US-Läuferin seit 1977, den New-York-City-Marathon in 2:26:53 h.
Am 21. Oktober 2019 beendete sie ihre Profikarriere.
Mit ihrer Freundin Elyse Kopecky schrieb sie ein Kochbuch für Läufer.

## Bestzeiten
- 1500 m: 4:05,86 min, 10. Juni 2007, Eugene
- 3000 m: 8:35,34 min, 25. Juli 2007, Monaco
  - Halle: 8:33,25 min, 27. Januar 2007, Boston
- 5000 m: 14:44,80 min, 13. April 2007, Walnut
  - Halle: 14:47,62 min, 7. Februar 2009, Boston
- 10.000 m: 30:22,22 min, 15. August 2008, Peking
- Halbmarathon: 1:08:36 h, 19. September 2010, Philadelphia
- Marathon: 2:21:14 h, 28. September 2014, Berlin